# Бочковице (Малопольское воеводство)
Бочкови́це (пол. Boczkowice) — село в Польше в сельской гмине Ксёнж-Вельки Мехувского повета Малопольского воеводства.
Село располагается в 6 км от административного центра гмины села Ксёнж-Вельки, в 15 км от административного центра повета города Мехув и в 45 км от административного центра воеводства города Краков.
В 1975—1998 годах село входило в состав Келецкого воеводства.